# Gela Inalisjvili
Gela Inalisjvili (გელა ინალიშვილი) (Gali, 3 oktober, 1966) is een voormalig Georgisch voetballer. Hij begon zijn carrière in 1984 bij Dinamo Soechoemi. Van 1994 tot 1996 speelde Invalsjvili mee in het Georgisch voetbalelftal. Hij stopte in 1998 met voetballen. Inalisjvili heeft in zijn hele carrière 72 keer gescoord.